# Gerrit Polman
Gerrit Roelof Polman (Zwolle, 2 mei 1868 - Haarlem, 1 maart 1932) was een Nederlandse voorganger in de pinksterbeweging.

Hij geldt als een van de pioniers van de pinksterbeweging in Nederland. In 1903 trouwde Polman met Wilhelmina Blekkink.
Polman groeide op in de Nederlandse Hervormde Kerk, maar sloot zich op zijn 22e aan bij het Leger des Heils. Achtereenvolgend was hij als 'kapitein' werkzaam in Den Helder, Haarlem en Amsterdam. Het Leger des Heils verliet hij echter weer in 1902, omdat hij weigerde voor de rest van zijn leven trouw te zweren aan deze kerk.
Hij vertrok met zijn vrouw naar Zion City waar Alexander Dowie, wiens begaanheid met zieken en zijn zoeken naar 'het ingrijpen van Jezus Christus' in deze situaties naar verluidt had geresulteerd in wonderbaarlijk herstel van zieken, een dorp stichtte 'ter verbreiding van Gods Koninkrijk'. Zij werden als zendeling weer teruggestuurd naar Nederland, maar na het vernemen dat Alexander Dowie meende dat hij de profeet Elia was, en andere negatieve berichten, verbraken zij de banden met Dowie's beweging.
In 1906 begon Polman in Amsterdam met een kleine huiskring. Rond 1907 kwamen uit de Verenigde Staten berichten overwaaien over de Opwekking in Azusa Street in Los Angeles. Velen zouden daar een ‘doop met de Geest’ ontvangen en in 'tongentaal' spreken. In reactie daarop volgde ook in Amsterdam een doorbraak. Het 'vuur' sloeg al snel over naar andere delen van Nederland (onder andere Haarlem, Terschelling en Delfzijl)

## Pinksterbeweging
In de eerste periode van de Nederlandse pinksterbeweging was Amsterdam een trefpunt. In 1921 werd hier een grote internationale pinksterconferentie georganiseerd. Andersom bezochten Polman en andere leiders van de pinksterbeweging ook conferenties in onder andere Duitsland en Engeland. In Amsterdam begon Polman in april 1908 met het uitgeven van het blad ‘De Spade Regen’. Dit heeft bestaan tot zijn dood in april 1931. Ook werd er vanaf oktober 1912 een start gemaakt met een zendingsschool, van waaruit uiteindelijk verschillende zendelingen zijn uitgezonden, onder andere naar China en het toenmalige Tibet.

## Nadagen
In de nadagen van zijn leven werd Polman betrapt op overspel. Dit leidde tot ernstige verdeeldheid in de gemeente in Amsterdam, waar Polman nog steeds voorganger was. Hij moest zijn ambt neerleggen, ondanks zijn spijtbetuigingen. Veel vroegere vrienden uit de pinksterbeweging gingen hem vanaf dat moment uit de weg. Na een lang ziekbed overleed Gerrit Polman op 63-jarige leeftijd.